# Tina Thörner
Maria Christina Thörner, nota Tina (Säffle, 26 febbraio 1966) è una copilota di rally svedese, specializzata nei rally raid, vincitrice di due edizioni della Coppa del mondo rally raid (2008 e 2009).

## Biografia
Come navigatrice ha iniziato la sua carriera già nel 1985 nel campionato del mondo rally, nel quale ha corso sino al 2002. Passata ai rally raid, ha partecipato a diverse edizioni del Rally Dakar ottenendo, come miglior piazzamento, un 2º posto nel 2006, al fianco del sudafricano Giniel de Villiers.
Nel 2009 (con Guerlain Chicherit) e nel 2008 e 2010 (con Nasser Al-Attiyah), ha fatto parte dello squadrone tedesco BMW diretto da Sven Quandt, lo X-Raid Monster Energy.

## Palmarès

### Rally Dakar

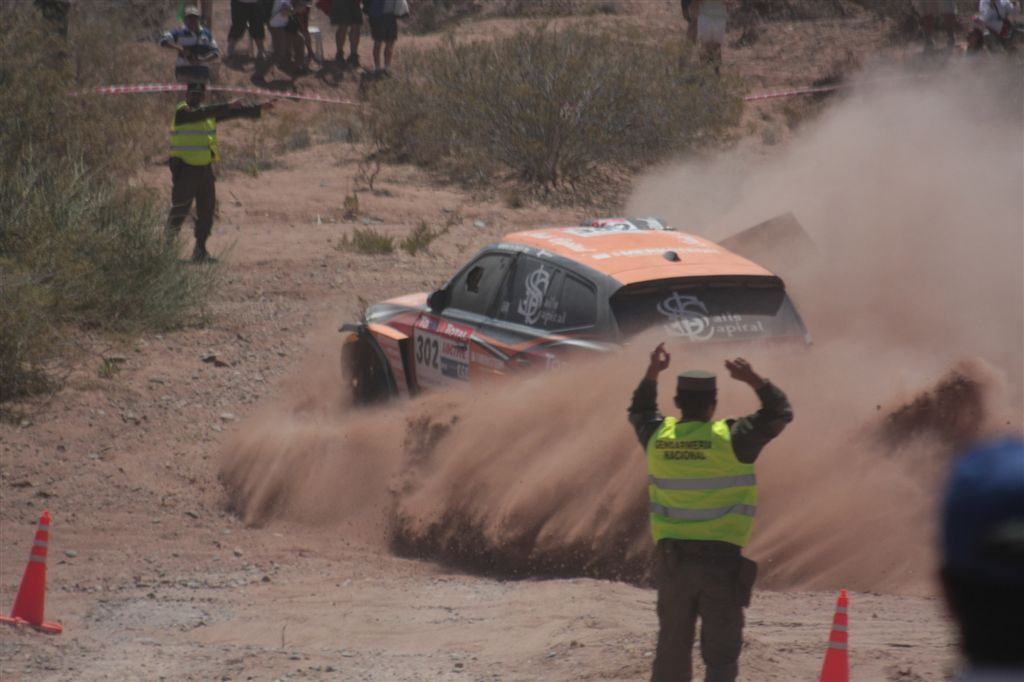
La BMW X3-X-Raid di Nasser Al-Attiyah e Tina Thörner alla Dakar 2009

| Anno | Pilota             | Mezzo              | Pos. |
| ---- | ------------------ | ------------------ | ---- |
| 1999 | Jutta Kleinschmidt | Mitsubishi Pajero  | 3ª   |
| 2000 | Jutta Kleinschmidt | Mitsubishi Pajero  | 5ª   |
| 2003 | Ari Vatanen        | Nissan Navara      | 7ª   |
| 2004 | Colin McRae        | Nissan Navara      | 20ª  |
| 2006 | Giniel de Villiers | Volkswagen Touareg | 2ª   |
| 2007 | Jutta Kleinschmidt | BMW                | 15ª  |
| 2009 | Nasser Al-Attiyah  | BMW X3             | Rit. |
| 2010 | Guerlain Chicherit | BMW X3             | 5ª   |

### Altri risultati
2003
- al Rally del Marocco su Nissan Navara (pilota Giniel de Villiers)

2008
- all'Abu Dhabi Desert Challenge su BMW X3 (pilota Nasser Al-Attiyah)
- al Baja España-Aragón su BMW X3 (pilota Nasser Al-Attiyah)
- al Rally Transibérico su BMW X3 (pilota Nasser Al-Attiyah)
- in Coppa del mondo rally raid su BMW X3 (pilota Nasser Al-Attiyah)

2009
- all'Abu Dhabi Desert Challenge su BMW X3 (pilota Guerlain Chicherit)
- al Rally Transibérico su BMW X3 (pilota Guerlain Chicherit)
- in Coppa del mondo rally raid su BMW X3 (pilota Guerlain Chicherit)

### Vittorie nel Group N Cup
| Nº | Anno | Rally               | Pilota           | Vettura                   | Squadra                     |
| -- | ---- | ------------------- | ---------------- | ------------------------- | --------------------------- |
| 1  | 1994 | Rally di Sanremo    | Isolde Holderied | Mitsubishi Lancer Evo II  | Mitsubishi Ralliart Germany |
| 2  | 1996 | Rally dell'Acropoli | Uwe Nittel       | Mitsubishi Lancer Evo III | Mitsubishi Ralliart         |
| 3  | 1996 | Rally d'Argentina   | Uwe Nittel       | Mitsubishi Lancer Evo III | Mitsubishi Ralliart         |

## Risultati nel mondiale rally

### WRC
| 1985 | Scuderia | Vettura         |  |  |  |  |  |  |  |  |  |  |  |    |  |  |  |  | Punti | Pos. |
| ---- | -------- | --------------- |  |  |  |  |  |  |  |  |  |  |  | -- |  |  |  |  | ----- | ---- |
| 1985 |          | Volvo 240 Turbo |  |  |  |  |  |  |  |  |  |  |  | 17 |  |  |  |  | [ 3 ] |      |

| 1986 | Scuderia        | Vettura         |  |    |  |  |  |  |  |  |  |  |  |    |  |  |  |  | Punti | Pos. |
| ---- | --------------- | --------------- |  | -- |  |  |  |  |  |  |  |  |  | -- |  |  |  |  | ----- | ---- |
| 1986 | Team Flygvapnet | Volvo 240 Turbo |  | 13 |  |  |  |  |  |  |  |  |  | 22 |  |  |  |  | [ 3 ] |      |

| 1987 | Scuderia | Vettura                           |  |    |  |  |  |  |  |  |  |  |  |  |     |  |  |  | Punti       | Pos. |
| ---- | -------- | --------------------------------- |  | -- |  |  |  |  |  |  |  |  |  |  | --- |  |  |  | ----------- | ---- |
| 1987 |          | Audi 200 Quattro e Saab 900 Turbo |  | 23 |  |  |  |  |  |  |  |  |  |  | Rit |  |  |  | [ 3 ] [ 4 ] |      |

| 1988 | Scuderia | Vettura                             |  |   |  |  |  |  |  |  |  |  |  |  |     |  |  |  | Punti       | Pos. |
| ---- | -------- | ----------------------------------- |  | - |  |  |  |  |  |  |  |  |  |  | --- |  |  |  | ----------- | ---- |
| 1988 |          | Audi Coupé Quattro e Saab 900 Turbo |  | 3 |  |  |  |  |  |  |  |  |  |  | Rit |  |  |  | [ 5 ] [ 4 ] |      |

| 1989 | Scuderia                                 | Vettura                                     |     |  |  |  |  |  |  |  |  |    |     |  |     |  |  |  | Punti       | Pos. |
| ---- | ---------------------------------------- | ------------------------------------------- | --- |  |  |  |  |  |  |  |  | -- | --- |  | --- |  |  |  | ----------- | ---- |
| 1989 | Team VAG Sweden, Westec Racing e Top Run | Audi Coupé Quattro e Lancia Delta Integrale | Rit |  |  |  |  |  |  |  |  | 11 | Rit |  | Rit |  |  |  | [ 5 ] [ 6 ] |      |

| 1990 | Scuderia      | Vettura                              |    |     |  |     |  |    |  |  |    |    |  |    |  |  |  |  | Punti | Pos. |
| ---- | ------------- | ------------------------------------ | -- | --- |  | --- |  | -- |  |  | -- | -- |  | -- |  |  |  |  | ----- | ---- |
| 1990 | GM Euro Sport | Vauxhall Astra GTE e Opel Kadett GSI | 11 | Rit |  | Rit |  | 11 |  |  | 13 | 18 |  | 17 |  |  |  |  | [ 7 ] |      |

| 1991 | Scuderia       | Vettura                                              |  |  |  |  |  |  |  |  |    |  |  |  |  |    |  |  | Punti       | Pos. |
| ---- | -------------- | ---------------------------------------------------- |  |  |  |  |  |  |  |  | -- |  |  |  |  | -- |  |  | ----------- | ---- |
| 1991 | Blue Rose Team | Mitsubishi Galant VR-4 e Ford Sierra RS Cosworth 4x4 |  |  |  |  |  |  |  |  | 30 |  |  |  |  | 10 |  |  | [ 8 ] [ 7 ] |      |

| 1992 | Scuderia           | Vettura                                          |  |   |  |  |  |  |  |  |  |  |  |  |  |    |  |  | Punti        | Pos. |
| ---- | ------------------ | ------------------------------------------------ |  | - |  |  |  |  |  |  |  |  |  |  |  | -- |  |  | ------------ | ---- |
| 1992 | Toyota Team Sweden | Toyota Celica GT-4 e Ford Sierra RS Cosworth 4x4 |  | 5 |  |  |  |  |  |  |  |  |  |  |  | 30 |  |  | [ 9 ] [ 10 ] |      |

| 1993 | Scuderia            | Vettura                                          |    |     |  |  |  |  |  |  |  |  |  |  |  |  |  |  | Punti         | Pos. |
| ---- | ------------------- | ------------------------------------------------ | -- | --- |  |  |  |  |  |  |  |  |  |  |  |  |  |  | ------------- | ---- |
| 1993 | Ford Motor Co. Ltd. | Mitsubishi Galant VR-4 e Ford Escort RS Cosworth | 12 | Rit |  |  |  |  |  |  |  |  |  |  |  |  |  |  | [ 11 ] [ 12 ] |      |

| 1994 | Scuderia                                                    | Vettura                                            |    |    |  |    |  |   |  |    |    |    |  |  |  |  |  |  | Punti  | Pos. |
| ---- | ----------------------------------------------------------- | -------------------------------------------------- | -- | -- |  | -- |  | - |  | -- | -- | -- |  |  |  |  |  |  | ------ | ---- |
| 1994 | Mitsubishi Ralliart Germany e Mitsubishi Motors Deutschland | Mitsubishi Lancer Evo I e Mitsubishi Lancer Evo II | 15 | 11 |  | 16 |  | 8 |  | 29 | 15 | 16 |  |  |  |  |  |  | [ 11 ] |      |

| 1995 | Scuderia                    | Vettura                  |    |  |    |    |     |    |     |    |  |  |  |  |  |  |  |  | Punti  | Pos. |
| ---- | --------------------------- | ------------------------ | -- |  | -- | -- | --- | -- | --- | -- |  |  |  |  |  |  |  |  | ------ | ---- |
| 1995 | Mitsubishi Ralliart Germany | Mitsubishi Lancer Evo II | 10 |  | 11 | 19 | Rit | 19 | Rit | 14 |  |  |  |  |  |  |  |  | [ 11 ] |      |

| 1996 | Scuderia                                          | Vettura                   |    |  |  |    |    |    |    |    |    |  |  |  |  |  |  |  | Punti  | Pos. |
| ---- | ------------------------------------------------- | ------------------------- | -- |  |  | -- | -- | -- | -- | -- | -- |  |  |  |  |  |  |  | ------ | ---- |
| 1996 | Mitsubishi Ralliart Germany e Mitsubishi Ralliart | Mitsubishi Lancer Evo III | 16 |  |  | 14 | 10 | 16 | SQ | SQ | 16 |  |  |  |  |  |  |  | [ 13 ] |      |

| 1997 | Scuderia                                          | Vettura                   |   |     |  |  |   |   |  |   |  |   |  |     |  |  |  |  | Punti  | Pos. |
| ---- | ------------------------------------------------- | ------------------------- | - | --- |  |  | - | - |  | - |  | - |  | --- |  |  |  |  | ------ | ---- |
| 1997 | Mitsubishi Ralliart Germany e Mitsubishi Ralliart | Mitsubishi Lancer Evo III | 5 | Rit |  |  | 8 | 8 |  | 6 |  | 7 |  | Rit |  |  |  |  | [ 13 ] |      |

| 1998 | Scuderia                                                            | Vettura                      |   |   |  |     |   |  |  |     |  |     |  |  |  |  |  |  | Punti  | Pos. |
| ---- | ------------------------------------------------------------------- | ---------------------------- | - | - |  | --- | - |  |  | --- |  | --- |  |  |  |  |  |  | ------ | ---- |
| 1998 | Mitsubishi Ralliart, Ralliart Germany e Mitsubishi Ralliart Germany | Mitsubishi Carisma GT Evo IV | 7 | 7 |  | Rit | 9 |  |  | Rit |  | Rit |  |  |  |  |  |  | [ 13 ] |      |

| 1999 | Scuderia | Vettura                  |  |    |  |  |  |  |  |  |  |  |  |  |  |  |  |  | Punti  | Pos. |
| ---- | -------- | ------------------------ |  | -- |  |  |  |  |  |  |  |  |  |  |  |  |  |  | ------ | ---- |
| 1999 |          | Mitsubishi Lancer Evo IV |  | 30 |  |  |  |  |  |  |  |  |  |  |  |  |  |  | [ 14 ] |      |

| 2000 | Scuderia           | Vettura            |  |   |  |  |  |  |  |  |  |  |  |  |  |  |  |  | Punti | Pos. |
| ---- | ------------------ | ------------------ |  | - |  |  |  |  |  |  |  |  |  |  |  |  |  |  | ----- | ---- |
| 2000 | Toyota Team Sweden | Toyota Corolla WRC |  | 4 |  |  |  |  |  |  |  |  |  |  |  |  |  |  | 3     | 16º  |

| 2001 | Scuderia                                           | Vettura                                                                |  |   |     |  |  |  |     |  |  |  |  |  |  |  |  |  | Punti | Pos. |
| ---- | -------------------------------------------------- | ---------------------------------------------------------------------- |  | - | --- |  |  |  | --- |  |  |  |  |  |  |  |  |  | ----- | ---- |
| 2001 | Marlboro Mitsubishi Ralliart e Automobiles Citroën | Mitsubishi Carisma GT Evo VI, Citroën Saxo Kit Car e Citroën Xsara WRC |  | 2 | Rit |  |  |  | Rit |  |  |  |  |  |  |  |  |  | 6     | 15º  |

| 2002 | Scuderia         | Vettura                                         |    |     |     |    |   |   |    |     |     |    |    |     |   |    |  |  | Punti | Pos. |
| ---- | ---------------- | ----------------------------------------------- | -- | --- | --- | -- | - | - | -- | --- | --- | -- | -- | --- | - | -- |  |  | ----- | ---- |
| 2002 | Škoda Motorsport | Škoda Octavia WRC Evo2 e Škoda Octavia WRC Evo3 | 13 | Rit | Rit | 17 | 9 | 6 | 14 | Rit | Rit | 10 | 11 | Rit | 8 | 13 |  |  | 1     | 20º  |

| Legenda | 1º posto | 2º posto | 3º posto | A punti | Senza punti | Ritirato | Squalificato | NP=Non partito C=Gara cancellata | Apice=Power stage |

### Group N Cup
| 1987 | Scuderia | Vettura          |  |   |  |  |  |  |  |  |  |  |  |  |  |  |  |  | Punti | Pos. |
| ---- | -------- | ---------------- |  | - |  |  |  |  |  |  |  |  |  |  |  |  |  |  | ----- | ---- |
| 1987 |          | Audi 200 Quattro |  | 5 |  |  |  |  |  |  |  |  |  |  |  |  |  |  | [ 3 ] |      |

| 1989 | Scuderia                | Vettura                |  |  |  |  |  |  |  |  |  |   |  |  |     |  |  |  | Punti | Pos. |
| ---- | ----------------------- | ---------------------- |  |  |  |  |  |  |  |  |  | - |  |  | --- |  |  |  | ----- | ---- |
| 1989 | Westec Racing e Top Run | Lancia Delta Integrale |  |  |  |  |  |  |  |  |  | 2 |  |  | Rit |  |  |  | [ 6 ] |      |

| 1991 | Scuderia       | Vettura                |  |  |  |  |  |  |  |  |    |  |  |  |  |  |  |  | Punti | Pos. |
| ---- | -------------- | ---------------------- |  |  |  |  |  |  |  |  | -- |  |  |  |  |  |  |  | ----- | ---- |
| 1991 | Blue Rose Team | Mitsubishi Galant VR-4 |  |  |  |  |  |  |  |  | 11 |  |  |  |  |  |  |  | [ 8 ] |      |

| 1994 | Scuderia                                                    | Vettura                                            |   |   |  |   |  |   |  |   |   |   |  |  |  |  |  |  | Punti  | Pos. |
| ---- | ----------------------------------------------------------- | -------------------------------------------------- | - | - |  | - |  | - |  | - | - | - |  |  |  |  |  |  | ------ | ---- |
| 1994 | Mitsubishi Ralliart Germany e Mitsubishi Motors Deutschland | Mitsubishi Lancer Evo I e Mitsubishi Lancer Evo II | 4 | 3 |  | 4 |  | 3 |  | 9 | 1 | 4 |  |  |  |  |  |  | [ 11 ] |      |

| 1995 | Scuderia                    | Vettura                  |   |  |   |   |  |   |     |   |  |  |  |  |  |  |  |  | Punti  | Pos. |
| ---- | --------------------------- | ------------------------ | - |  | - | - |  | - | --- | - |  |  |  |  |  |  |  |  | ------ | ---- |
| 1995 | Mitsubishi Ralliart Germany | Mitsubishi Lancer Evo II | 2 |  | 3 | 2 |  | 9 | Rit | 4 |  |  |  |  |  |  |  |  | [ 11 ] |      |

| 1996 | Scuderia                                          | Vettura                   |   |  |  |   |   |   |    |    |   |  |  |  |  |  |  |  | Punti  | Pos. |
| ---- | ------------------------------------------------- | ------------------------- | - |  |  | - | - | - | -- | -- | - |  |  |  |  |  |  |  | ------ | ---- |
| 1996 | Mitsubishi Ralliart Germany e Mitsubishi Ralliart | Mitsubishi Lancer Evo III | 3 |  |  | 1 | 1 | 3 | SQ | SQ | 2 |  |  |  |  |  |  |  | [ 13 ] |      |

| 1999 | Scuderia | Vettura                  |  |    |  |  |  |  |  |  |  |  |  |  |  |  |  |  | Punti  | Pos. |
| ---- | -------- | ------------------------ |  | -- |  |  |  |  |  |  |  |  |  |  |  |  |  |  | ------ | ---- |
| 1999 |          | Mitsubishi Lancer Evo IV |  | 11 |  |  |  |  |  |  |  |  |  |  |  |  |  |  | [ 14 ] |      |

| Legenda | 1º posto | 2º posto | 3º posto | A punti | Senza punti | Ritirato | Squalificato | NP=Non partito C=Gara cancellata | Apice=Power stage |